# Burhānuddin Rabbāni

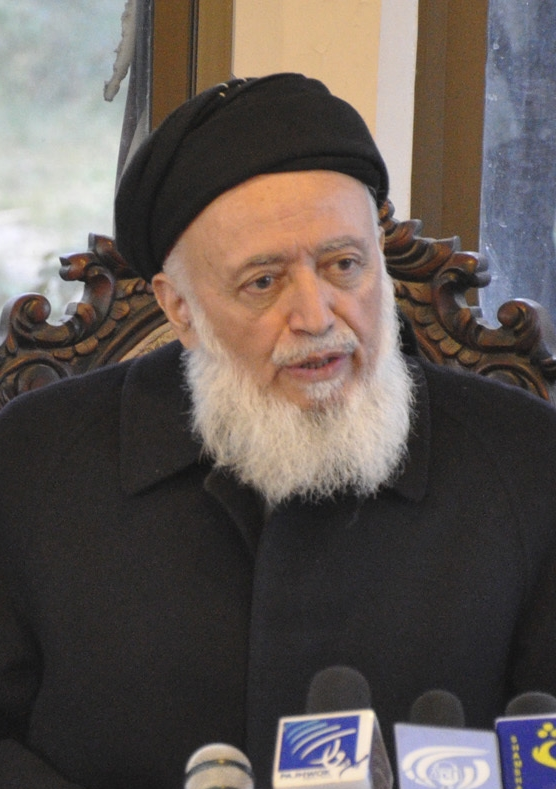
Burhānuddin Rabbāni (2010)

Burhānuddin Rabbāni (* 1940 in Faizabad, Badachschan; † 20. September 2011 in Kabul) war ein afghanischer Politiker, Warlord und Staatspräsident des Islamischen Staats Afghanistan. Er gehörte der tadschikischen Volksgruppe an und war während der ersten Herrschaft der Taliban der politische Führer der Nordallianz.
Ihm wurden verschiedene Kriegsverbrechen vorgeworfen.

## Leben

### Aufstieg
Rabbāni studierte Islamisches Recht und Theologie an der Schariat-Fakultät der Universität Kabul. Nach seiner Graduierung im Jahr 1963 wurde er dort Lehrstuhlinhaber für Philosophie. 1966 ging er an die al-Azhar-Universität in Kairo, Ägypten, wo er einen Mastertitel in Islamischer Philosophie erlangte. Er war einer der ersten, der die Werke von Sayyid Qutb ins Persische übersetzte. 1968 kehrte Rabbāni nach Afghanistan zurück und erhielt dort vom Hohen Rat der Dschamiat-i Islāmi den Auftrag, die Studenten zu organisieren. Im Jahr 1972 wurde er Vorsitzender dieser Gruppierung. 1974 sollte Rabbāni wegen seiner pro-islamischen Einstellungen verhaftet werden, konnte jedoch mit Hilfe seiner Studenten der Polizei entkommen und nach Pakistan fliehen. Nach 1978 gehörte seine Gruppe zu einer der erfolgreichsten Widerstandsgruppen gegen die kommunistische Regierung.

### Nach dem Rückzug der Roten Armee
Nach dem Sturz von Mohammed Nadschibullāh im April 1992 kehrte er nach Kabul zurück. Am 28. April wurde der Islamische Staat Afghanistan ausgerufen und am 28. Juni 1992 übernahm Rabbāni nach dem Rücktritt des Übergangspräsidenten Sibghatullah Modschaddedi den Vorsitz im Islamischen Rat von Afghanistan, der von den Mudschaheddin geführten Übergangsregierung. Während zwischen den rivalisierenden Mudschaheddinparteien ein neuer Bürgerkrieg entbrannte, wurde er am 30. Dezember 1992 von einer Wahlversammlung („Rat der Weisen“) für zwei Jahre zum Präsidenten gewählt. Maßgebliche Mudschaheddinführer hielten dies für illegitim.
Nach einer Absprache mit anderen Mudschaheddingruppen sollte er 1994 zurücktreten. Dieser Vereinbarung kam Rabbāni aber nicht nach.
Im September 1996 floh er vor den heranrückenden Taliban in den Norden des Landes und machte die Stadt Faizabad zum Zentrum seines Widerstandes gegen die Taliban. Im Juni 1997 war er Mitbegründer der Nationalen Islamischen Vereinigten Front zur Rettung Afghanistans, in den westlichen Medien besser bekannt als Nordallianz, die von den Vereinten Nationen weiterhin als Regierung des Landes anerkannt wurde. Rabbāni blieb so der international anerkannte Präsident Afghanistans, auch wenn die Taliban den größten Teil des Landes kontrollierten.

### Nach dem Sturz des Talibanregimes
Nach dem Einmarsch US-amerikanischer Truppen und dem Sturz des Taliban-Regimes kehrte Rabbāni am 17. November 2001 nach Kabul zurück. Er übergab das Präsidentenamt am 22. Dezember 2001 an Hamid Karzai. Seitdem stand er zwar immer noch der Gruppierung Dschamiat-i Islāmi vor, besaß jedoch keinen größeren Einfluss.
Zuletzt war er Vorsitzender des Hohen Friedensrats, der im Auftrag der afghanischen Regierung mit den Taliban verhandeln sollte.

### Tod
Am 20. September 2011 wurde Rabbāni durch einen Selbstmordattentäter in seiner Wohnung im abgeriegelten Diplomatenviertel von Kabul getötet. Nach Angaben der BBC traf er sich mit zwei Taliban-Vertretern, um Friedensverhandlungen zu führen. Ein Talibansprecher übernahm zuerst die Verantwortung für den Anschlag. Seinen Angaben zufolge zündete einer der beiden Vertreter, die sich häufig mit Rabbāni trafen und deshalb sein Vertrauen genossen, eine im Turban versteckte Bombe. Tags darauf bestritt ein anderer Sprecher der Taliban, Sabihullah Mudschahed, allerdings jegliche Beteiligung am Anschlag. Neben Rabbāni und den zwei Taliban starben auch vier Sicherheitskräfte.

### Reaktionen und Ermittlungen
Präsident Hamid Karzai brach daraufhin seinen Besuch in den Vereinigten Staaten ab und kehrte nach Afghanistan zurück. Der US-amerikanische Verteidigungsminister Leon Panetta und Generalstabschef Michael G. Mullen bezeichneten den Anschlag als Zeichen der Schwäche der Taliban. UN-Generalsekretär Ban Ki-moon zeigte sich entsetzt über den Anschlag.
Am Morgen nach der Ermordung Rabbānis fand in Kabul eine Demonstration mit mehreren hundert Teilnehmern statt. Die Protestierenden trugen als Zeichen der Trauer schwarze Stirnbänder und zeigten Porträts und Plakate des Toten.
Rabbānis Leichnam wurde zunächst im Präsidentenpalast aufgebahrt und am 23. September in Kabul im Zuge eines Staatsbegräbnisses beerdigt. Für die Zeremonie mussten große Bereiche der Innenstadt abgesperrt werden. Es nahmen Tausende von Afghanen teil.
Hamid Karzai erklärte am 1. Oktober in einer Videobotschaft, dass das Attentat auf Rabbāni seine Friedensbemühungen untergraben hat, da es fortan nicht mehr möglich sei, ohne Gefahr für das Leben der Verhandler Kontakt aufzunehmen. Lutifullah Maschal, ein Sprecher des afghanischen Geheimdienstes, gab am selben Tag bekannt, dass das Attentat in der Umgebung von Quetta in Pakistan geplant wurde. Außerdem sei der Attentäter ein pakistanischer Staatsbürger gewesen.
Am 2. Oktober fand in Kabul eine Kundgebung von mehreren hundert Afghanen gegen Pakistan statt. Es wurde beschuldigt den Friedensprozess zu sabotieren.
Tags darauf, am 3. Oktober, veröffentlichte die BBC ein Interview mit Siradschuddin Haqqani, einem Anführer des Haqqani-Netzwerks. Darin behauptet dieser, seine Gruppe sei nicht für das Attentat verantwortlich.